# Famenni
A famenni a késő devon kor két korszaka közül a második, amely 372,2 ± 1,6 millió évvel ezelőtt (mya kezdődött frasni korszak után, és 358,9 ± 0,4 mya ért véget a karbon karbon kora karbon korának tournaisi korszaka előtt.
Nevét a belgiumi Famenne régióról kapta. Az elnevezést André Hubert Dumont belga geológus vezette be a szakirodalomba 1855-ben.
A korszak elején vette kezdetét a késő devon kihalási esemény néven ismert nagy kihalási hullám.

## Meghatározása
A Nemzetközi Rétegtani Bizottság meghatározása szerint a famenni emelet alapja (a korszak kezdete) a Ancyrodella és Ozarkodina konodonták, valamint a Gephuroceratidae és Beloceratidae ammoniteszek kihalását jelző kőzetrétegek felett kezdődik. Az emelet tetejét (a korszak végét) a Siphonodella sulcata konodontafaj megjelenése jelzi.

## Élővilága
A famenni korszakban jelentek meg az első négylábúak (Tetrapoda), például az Acanthostega és az Ichthyostega.